# Згорний Слемен (Марибор)
Згорний Слемен (словен. Zgornji Slemen) — поселення в общині Марибор, Подравський регіон‎, Словенія.